# ديفيد سيلفا فيرنانديز
ديفيد سيلفا فيرنانديز (بالإسبانية: David Silva)‏ (29 يوليو 1986 في البرازيل - ) هو لاعب كرة قدم تشيلي في مركز الدفاع. لعب مع كييفو فيرونا ونادي ترينتو ونادي فاريسي ونادي لنيانو ويو أس بركوليتزه 1932.